# Diego Muñoz-Cobo y Serrano
Diego Muñoz-Cobo y Serrano   (Arjona, 19 de gener de 1854 - Madrid, 1937) va ser un militar i polític espanyol.

## Biografia
General de Cavalleria, va combatre en la Guerra del Rif com a Capità general de València i Madrid i, en 1915, Governador militar de Cartagena. Fou nomenat el 27 de gener de 1919 ministre de la Guerra en el quart govern del comte de Romanones, i va ocupar la cartera fins a abril d'aquest any. Posteriorment va ser Senador per Zamora de 1919 a 1920 i va formar part interinament del cuadrilátero que va facilitar l'adveniment del Directori militar de Miguel Primo de Rivera. Va ser detingut en 1932, ja en la Segona República, per participar en La Sanjurjada. Va morir a Madrid en 28 de gener de 1937.